# Thorictus basalis
Thorictus basalis là một loài bọ cánh cứng trong họ Dermestidae. Loài này được John miêu tả khoa học năm 1968.